# Чемпіонат Європи з мініфутболу 2018
Чемпіонат Європи з мініфутболу 2018 — дев'ята континентальна першість для національних збірних з мініфутболу і сьомий чемпіонат під егідою Європейської федерації мініфутболу. Проходив у Києві, Україна, з 12 по 18 серпня 2018 року.
У фінальний частині змагалися 20 найкращих збірних Європи. Жеребкування змагань пройшло у будівлі Федерації футболу України, в Києві 11 травня 2018 року. На домашньому чемпіонаті Європи збірна України отримала в суперники Італію, Словаччину, Чорногорію і Бельгію. У складі збірної України грали Іван Кривошеєнко, Едуард Цихмейструк, Анатолій Кіцута та інші. На церемонії відкриття турніру був присутній мер Києва та екс-чемпіон світу з боксу Віталій Кличко.
Попри поразку у першому матчі проти збірної Італії з рахунком 3:6, збірна України вже у другому матчі здобула перемогу над Словаччиною з рахунком 3:1. Потім були перемоги проти збірних Бельгії (3:0) і Чорногорії (5:0).
У підсумку, Україна виграла групу А і пройшла у плей-оф. У чвертьфіналі Україна зустрілася зі збірною Англії. Основний час закінчився з нічийним рахунком 1:1, але у серії післяматчевих пенальті сильнішими виявилися англійці.
Збірна України успішно провела турнір та виконала завдання — потрапляння до 8-ки найкращих команд Європи та вперше в історії завоювала право грати на Чемпіонаті світу з мініфутболу. Євген Шайдюк став другим бомбардиром турніру забивши 5 м'ячів.

## Груповий етап

### Група А
| Команда    | І | В | Н | П | ЗМ | ПМ | РМ  | О |
| ---------- | - | - | - | - | -- | -- | --- | - |
| Україна    | 4 | 3 | 0 | 1 | 14 | 7  | +7  | 9 |
| Чорногорія | 4 | 3 | 0 | 1 | 8  | 6  | +2  | 9 |
| Італія     | 4 | 2 | 1 | 1 | 12 | 10 | +2  | 7 |
| Словаччина | 4 | 1 | 1 | 2 | 8  | 9  | −1  | 4 |
| Бельгія    | 4 | 0 | 0 | 4 | 4  | 14 | −10 | 0 |

| 12 серпня 2018 19:00 |

| Україна                                            | 3-6    | Італія |
| -------------------------------------------------- | ------ | --- |
| Олексій Драган 4' Євген Шайдюк 30' Євген Заєць 39' | Report | 8' Алессіо Тровато 9' Діого Да Сілва Тейшейра 14' Алессандро Галлініча 23' Педро Де Агілар Відото 29' Ріккардо Лоренцо Берті 32' Данієль Стівен Занноні |

| Гідропарк, Київ Арбітр: Олівер Жиліч (Боснія і Герцеговина) Багадор Гіраху (Австрія) Ярослав Пакоста (Чехія) |

| 13 серпня 2018 19:00 |

| Україна                                               | 3-1    | Словаччина         |
| ----------------------------------------------------- | ------ | ------------------ |
| Євген Заєць 10' Євген Шайдюк 17' Микола Кодацький 22' | Report | 36' Сільвестр Ягер |

| Гідропарк, Київ |

| 15 серпня 2018 20:00 |

| Бельгія | 0-3    | Україна                                                         |
| ------- | ------ | --------------------------------------------------------------- |
|         | Report | 13' Євген Шайдюк 23' Віктор Пантелейчук 37' Костянтин Іванкевич |

| Гідропарк, Київ Арбітр: Нікулає Чиш-Чіуре (Румунія) Цезар Іонеску (Румунія) Олівер Жиліч (Боснія і Герцеговина) |

| 16 серпня 2018 19:00 |

| Україна                                                            | 5-0    | Чорногорія |
| ------------------------------------------------------------------ | ------ | ---------- |
| Анатолій Кіцута 6' Іван Кривошеєнко 20', 32' Євген Шайдюк 25', 26' | Report |            |

| Гідропарк, Київ Арбітр: Нікулає Чиш-Чіуре (Румунія) Рудольф Ширке (Угорщина) Олівер Жиліч (Боснія і Герцеговина) |

### Чвертьфінал
| 17 серпня 2018 19:00 |

| Україна                         | 1-1      | Англія                                     |
| ------------------------------- | -------- | ------------------------------------------ |
| Віктор Арановський 22'          | Report   | 8' Даніель Жульєн                          |
|                                 | Пенальті |                                            |
| Євген Шайдюк · Іван Кривошеєнко | 1-3      | Росс Кейбл · Джеймс МакКласкі · Білал Батт |

| Гідропарк, Київ Арбітр: Срджан Стевановіч (Сербія) Олівер Жиліч (Боснія і Герцеговина) Неманья Льюмовіч (Чорногорія) |

### Фінальні місця
| №                         | Збірна               | М | В | Н | П | МЗ | МП | РМ  | Очк. |
| ------------------------- | -------------------- | - | - | - | - | -- | -- | --- | ---- |
| 1                         | Чехія                | 7 | 5 | 2 | 0 | 24 | 9  | +15 | 17   |
| 2                         | Румунія              | 7 | 6 | 0 | 1 | 14 | 8  | +6  | 18   |
| 3                         | Казахстан            | 7 | 4 | 2 | 1 | 12 | 5  | +7  | 14   |
| 4                         | Англія               | 7 | 3 | 1 | 3 | 11 | 15 | -4  | 10   |
| Вибули у чвертьфіналі     |                      |   |   |   |   |    |    |     |      |
| 5                         | Сербія               | 5 | 3 | 1 | 1 | 10 | 5  | +5  | 10   |
| 6                         | Боснія і Герцеговина | 5 | 3 | 1 | 1 | 10 | 7  | +3  | 10   |
| 7                         | Україна              | 5 | 3 | 0 | 2 | 15 | 8  | +7  | 9    |
| 8                         | Чорногорія           | 5 | 3 | 0 | 2 | 8  | 8  | 0   | 9    |
| Вибули у груповому раунді |                      |   |   |   |   |    |    |     |      |
| 9                         | Болгарія             | 4 | 2 | 1 | 1 | 9  | 4  | +5  | 7    |
| 10                        | Угорщина             | 4 | 2 | 1 | 1 | 9  | 5  | +4  | 7    |
| 11                        | Іспанія              | 4 | 2 | 1 | 1 | 8  | 5  | +3  | 7    |
| 12                        | Італія               | 4 | 2 | 1 | 1 | 12 | 10 | +2  | 7    |
| 13                        | Словаччина           | 4 | 1 | 1 | 2 | 8  | 9  | -1  | 4    |
| 14                        | Азербайджан          | 4 | 1 | 0 | 3 | 8  | 7  | +1  | 3    |
| 15                        | Ізраїль              | 4 | 1 | 0 | 3 | 4  | 8  | -4  | 3    |
| 16                        | Албанія              | 4 | 1 | 0 | 3 | 4  | 10 | -6  | 3    |
| 17                        | Ірландія             | 4 | 0 | 0 | 4 | 3  | 11 | -8  | 0    |
| 18                        | Австрія              | 4 | 0 | 0 | 4 | 4  | 13 | -9  | 0    |
| 19                        | Бельгія              | 4 | 0 | 0 | 4 | 4  | 14 | -10 | 0    |
| 20                        | Туреччина            | 4 | 0 | 0 | 4 | 8  | 24 | -16 | 0    |